# Karschia badkhyzica
Espèce
Karschia badkhyzica est une espèce de solifuges de la famille des Karschiidae.

## Distribution
Cette espèce est endémique du Turkménistan. Elle se rencontre sur le plateau Badkhyz.

## Description
Le mâle holotype mesure 19,0 mm.

## Étymologie
Son nom d'espèce lui a été donné en référence au lieu de sa découverte, le plateau Badkhyz.

## Publication originale
- Gromov, 1998 : Solpugids (Arachnida: Solifugae) of Turkmenistan. Arthropoda Selecta, vol. 7, no 3, p. 179-188 (texte intégral).